# Tutta mia la città/Cominciava così
Tutta mia la città/Cominciava così è un singolo del 1969 dell'Equipe 84.

## Il disco
Il disco ebbe un notevole successo, arrivando fino alla prima posizione per quattro settimane e rimanendo in hit-parade per dodici settimane.
La copertina rappresenta un disegno dei componenti del gruppo, con lo sfondo del cielo con le nuvole.

## I brani
Tutta mia la città
Tutta mia la città è la reinterpretazione di Blackberry Way, successo dei The Move, scritta dal leader del gruppo, Roy Wood; il testo in italiano fu scritto da Mogol.
Con questo brano l'Equipe 84 partecipò al Cantagiro 1969.
Cominciava così
Canzone melodica con un testo sulla fine di un amore; due anni dopo venne inserita nell'album Casa mia, utilizzando la stessa registrazione.

## Accoglienza
| Classifica (1969) | Posizione massima |
| ----------------- | ----------------- |
| Italia            | 1                 |

## Formazione
- Maurizio Vandelli: voce, chitarra
- Victor Sogliani: voce, chitarra, basso
- Franco Ceccarelli: chitarra, cori
- Franz Di Cioccio: batteria (in Tutta mia la città)
- Alfio Cantarella: batteria (in Cominciava così)

## Tracce
LATO A
1. Tutta mia la città – 3:40 (testo: Mogol – musica: Roy Wood; edizioni musicali Aromando)

LATO B
1. Cominciava così – 3:57 (testo: Maurizio Vandelli – musica: Maurizio Vandelli e Detto Mariano; edizioni musicali Fono Film)